# En Klondyke-Helt
En Klondyke-Helt er en amerikansk stumfilm fra 1920 af Edward Sloman.

## Medvirkende
- Mitchell Lewis som Burning Daylight
- Helen Ferguson som Dora
- William V. Mong som Necessity
- Alfred Allen som Nathaniel Letton
- Edward Jobson som Dowsett
- Robert Bolder som Guggenhammer
- Gertrude Astor som Lucille
- Arthur Edmund Carew som Arthur Howison
- Newton Hall som Jack
- Aaron Edwards som Crandall